# Respiração em líquido
Respiração em líquido , algumas vezes citada como respiração líquida, é uma forma proposta de respiração em que um organismo que normalmente respiraria um líquido rico em oxigênio (como um perfluorocarbono), em vez de respirar ar. Em teoria, a respiração líquida pode ajudar no tratamento de pacientes com traumas pulmonares ou cardíacos graves, especialmente em casos pediátricos. Respiração líquida também foi proposto para utilização em mergulho de águas profundas e viagens espaciais. Apesar de alguns avanços recentes na respiração em líquido, um modo padrão de aplicação não foi ainda estabelecido.
Respiração em líquido é às vezes chamado respiração em fluido, no entanto, este termo pode ser confuso, pois ambos líquidos e gases são substâncias fluidas.

## Citações na ficção
- No filme Event Horizon de Paul W. S. Anderson a tripulação da nave de resgate Lewis e Clark submergem-se em reservatórios de líquidos conectados a um aparelho de respiração durante o seu vôo de alta velocidade para Netuno. O médico da nave explica que a razão para isso é "Sem um tanque, a força G iria liquefazer o seu esqueleto." referindo-se às imensa forças G as quais a tripulação experimentariam.
- No filme Oblivion de Joseph Kosinski uma personagem humana sobrevivente da nave que chega à terra expele fluido respirável ao acordar.
- O filme The Abyss, de James Cameron apresenta um personagem usando a respiração em líquido para mergulhar milhares de metros sem compressão prévia. The Abyss também apresenta uma cena com um rato submerso em líquidos e respirando fluorcarbono, filmado na vida real.[4]
- No livro O Símbolo Perdido de Dan Brown, o personagem principal, Robert Langdon, é preso em um tanque de líquido respirável, sendo que ele pensa que irá se afogar. Mas na realidade, ele fora submetido a uma infame forma de interrogatório, chamada water boarding, onde o indivíduo acredita estar se afogando, mas está mergulhado em líquido respirável. Então, sente-se obrigado a dizer uma informação à Mal'akh, o vilão da trama, sendo que esta é vital para o desfecho da própria ficção.
- Na série de animação japonesa Neon Genesis Evangelion, as crianças escolhidas como piloto dos Evas são mergulhadas em um líquido rico em oxigênio  chamado de LCL, como forma de criar uma sicronia com o Evangelion.
- Em Tower of God, os habitantes da torre respiram através de uma substância líquida denominada Shinsoo.
- Na série Helix (telessérie) uma cápsula faz com que os personagens respirem em líquido.